# 反射屈折光学系
反射屈折光学系またはカタディオプトリックタイプ（Catadioptric type ）はレンズと鏡を組み合わせた光学系である。
カタディオプトリックはCatoptric（「反射光学の」） と Dioptric（「屈折光学の」）の合成語である。